# آسیاب‌درگاه
آسیاب‌درگاه روستایی از توابع بخش آسارا شهرستان کرج در استان البرز ایران است.
یکی از روستاهای لورا می باشد که در طول جغرافیای ۵۱ درجه و ۱۸ دقیقه و عرض جغرافیای ۳۶ درجه ۰۶ دقیقه قرار دارد.
ارتفاع این روستا از سطح دریا ۲۲۱۰ متر می باشد که سیزدهمین روستا از لحاظ ارتفاع از سطح دریا در منطقه لورا می باشد.آب هوای متنوع و دوربودن از جاده  اصلی چالوس ،مکانی دنج و آرام را برای اهالی و مهمانان فراهم آورده است.این روستا بهار و تابستای نمدار و خنک ،پاییزی رنگارنگ و سرد و زمستانی سپید با برف های سنگین دارد که در جای خود بسیار نادر هستند.
آسیابدرگاه از دو واژه (آسیاب) و (درگاه)به معنای بیرون تشکیل شده است.
علت نامگذاری این روستا آن است که مکان آسیاب در زمینی خارج از روستا موسوم به چل سر قرار گرفته است.
حدود این روستا از شمال به گردنه تاریک نو ، گو وییر ، هلی چال ، مگس چالک و از جنوب به سریچال ، دهانه کفو ، زرد غار ، گلرد ، تلاورد ، گوچال ، و گردنه ویرنو و از شرق به رودخانه کرج (کندوان) و از غرب به ارتفاعات نیا در محدوده آزادبر می باشد.
روستاهای وله در شمال ،  امام چشمه (شاهپل) در شرق ،  کهنه ده و آزادبر در غرب و روستای کوشکک در جنوب با آسیابدرگاه هم جوار می باشند.

## جمعیت
این روستا در دهستان نسا قرار دارد و براساس سرشماری مرکز آمار ایران در سال ۱۳۸۵، جمعیت آن ۱۰۸ نفر (۲۹خانوار) بوده‌است.